# Gypsophila australis
Gypsophila australis là loài thực vật có hoa thuộc họ Cẩm chướng. Loài này được (Schltdl.) A.Gray mô tả khoa học đầu tiên năm 1854.